# Betting
Pour les articles homonymes, voir Betting (homonymie).
Betting [bɛtɛ̃], anciennement Betting-lès-Saint-Avold, est une commune française située dans le département de la Moselle, en région Grand Est. Elle est localisée dans la région naturelle du Warndt et dans le bassin de vie de la Moselle-est.

## Géographie
Betting est une petite commune de Moselle-est. En 2018, elle comptait 877 habitants. Elle bénéficie de sa proximité de la frontière franco-allemande et de l'autoroute A4. La localité est traversée par la Rosselle.
|               | Freyming-Merlebach |                        |
| Hombourg-Haut | Betting            | Béning-lès-Saint-Avold |
| Guenviller    | Seingbouse         |                        |

### Hydrographie

#### Réseau hydrographique
La commune est située dans le bassin versant du Rhin au sein du bassin Rhin-Meuse. Elle est drainée par la Rosselle et le ruisseau le Dotelbach.
La Rosselle, d'une longueur totale de 32,8 km, prend sa source dans la commune de Boucheporn traverse treize communes françaises puis, au-delà de Petite-Rosselle, poursuit son cours en Allemagne où elle se jette dans la Sarre.

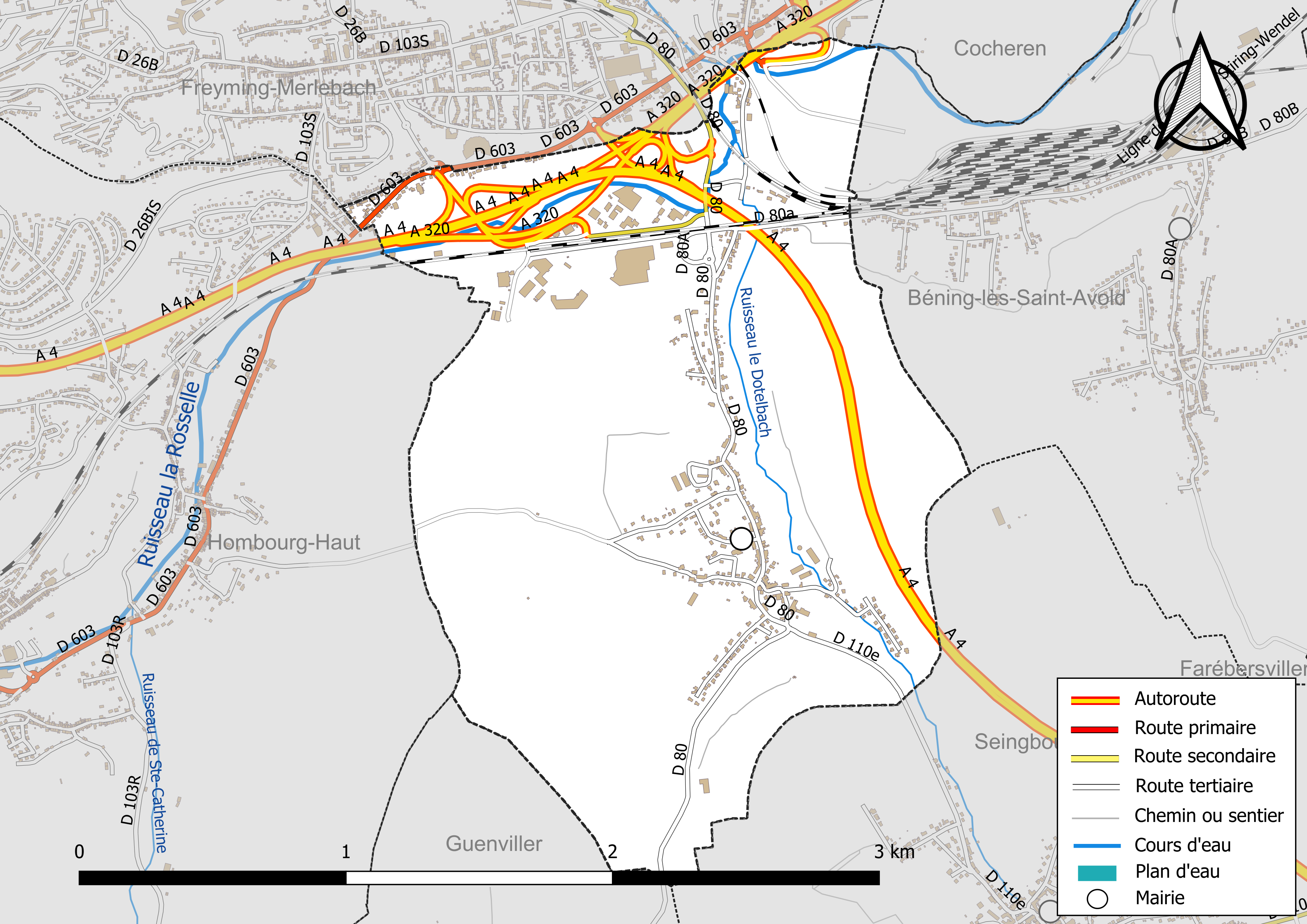
Réseaux hydrographique et routier de Betting.

#### Gestion et qualité des eaux
Le territoire communal est couvert par le schéma d'aménagement et de gestion des eaux (SAGE) « Bassin Houiller ». Ce document de planification, dont le territoire est approximativement délimité par un triangle formé par les villes de Creutzwald, Faulquemont et Forbach, d'une superficie de 576 km2, a été approuvé le 27 octobre 2017. La structure porteuse de l'élaboration et de la mise en œuvre est la région Grand Est. Il définit sur son territoire les objectifs généraux d’utilisation, de mise en valeur et de protection quantitative et qualitative des ressources en eau superficielle et souterraine, en respect des objectifs de qualité définis dans le SDAGE  du Bassin Rhin-Meuse.
La qualité des eaux des principaux cours d’eau de la commune, notamment du ruisseau la Rosselle, peut être consultée sur un site spécial géré par les agences de l’eau et l’Agence française pour la biodiversité.

### Climat
Pour des articles plus généraux, voir Climat du Grand Est et Climat de la Moselle.
En 2010, le climat de la commune est de type climat des marges montargnardes, selon une étude du Centre national de la recherche scientifique s'appuyant sur une série de données couvrant la période 1971-2000. En 2020, Météo-France publie une typologie des climats de la France métropolitaine dans laquelle la commune est exposée à un climat semi-continental et est dans la région climatique  Lorraine, plateau de Langres, Morvan, caractérisée par un hiver rude (1,5 °C), des vents modérés et des brouillards fréquents en automne et hiver. 
Pour la période 1971-2000, la température annuelle moyenne est de 9,7 °C, avec une amplitude thermique annuelle de 17 °C. Le cumul annuel moyen de précipitations est de 906 mm, avec 11,3 jours de précipitations en janvier et 9,7 jours en juillet. Pour la période 1991-2020, la température moyenne annuelle observée sur la station météorologique de Météo-France la plus proche, « Seingbouse », sur la commune de Seingbouse à 2 km à vol d'oiseau, est de 10,5 °C et le cumul annuel moyen de précipitations est de 731,4 mm. 
La température maximale relevée sur cette station est de 37,9 °C, atteinte le 25 juillet 2019 ; la température minimale est de −17 °C, atteinte le 20 décembre 2009,,. 
Les paramètres climatiques de la commune ont été estimés pour le milieu du siècle (2041-2070) selon différents scénarios d'émission de gaz à effet de serre à partir des nouvelles projections climatiques de référence DRIAS-2020. Ils sont consultables sur un site spécial publié par Météo-France en novembre 2022.

## Urbanisme

### Typologie
Au 1er janvier 2024, Betting est catégorisée ceinture urbaine, selon la nouvelle grille communale de densité à sept niveaux définie par l'Insee en 2022.
Elle appartient à l'unité urbaine de Sarrebruck (ALL)-Forbach (partie française), une agglomération internationale regroupant 15  communes, dont elle est une commune de la banlieue,,. La commune est en outre hors attraction des villes,.

### Occupation des sols
L'occupation des sols de la commune, telle qu'elle ressort de la base de données européenne d’occupation biophysique des sols Corine Land Cover (CLC), est marquée par l'importance des territoires agricoles (57,5 % en 2018), en diminution par rapport à 1990 (60,2 %). La répartition détaillée en 2018 est la suivante : 
zones agricoles hétérogènes (35,4 %), terres arables (22,1 %), zones industrielles ou commerciales et réseaux de communication (21 %), zones urbanisées (12,8 %), forêts (8,7 %). L'évolution de l’occupation des sols de la commune et de ses infrastructures peut être observée sur les différentes représentations cartographiques du territoire : la carte de Cassini (XVIIIe siècle), la carte d'état-major (1820-1866) et les cartes ou photos aériennes de l'IGN pour la période actuelle (1950 à aujourd'hui).

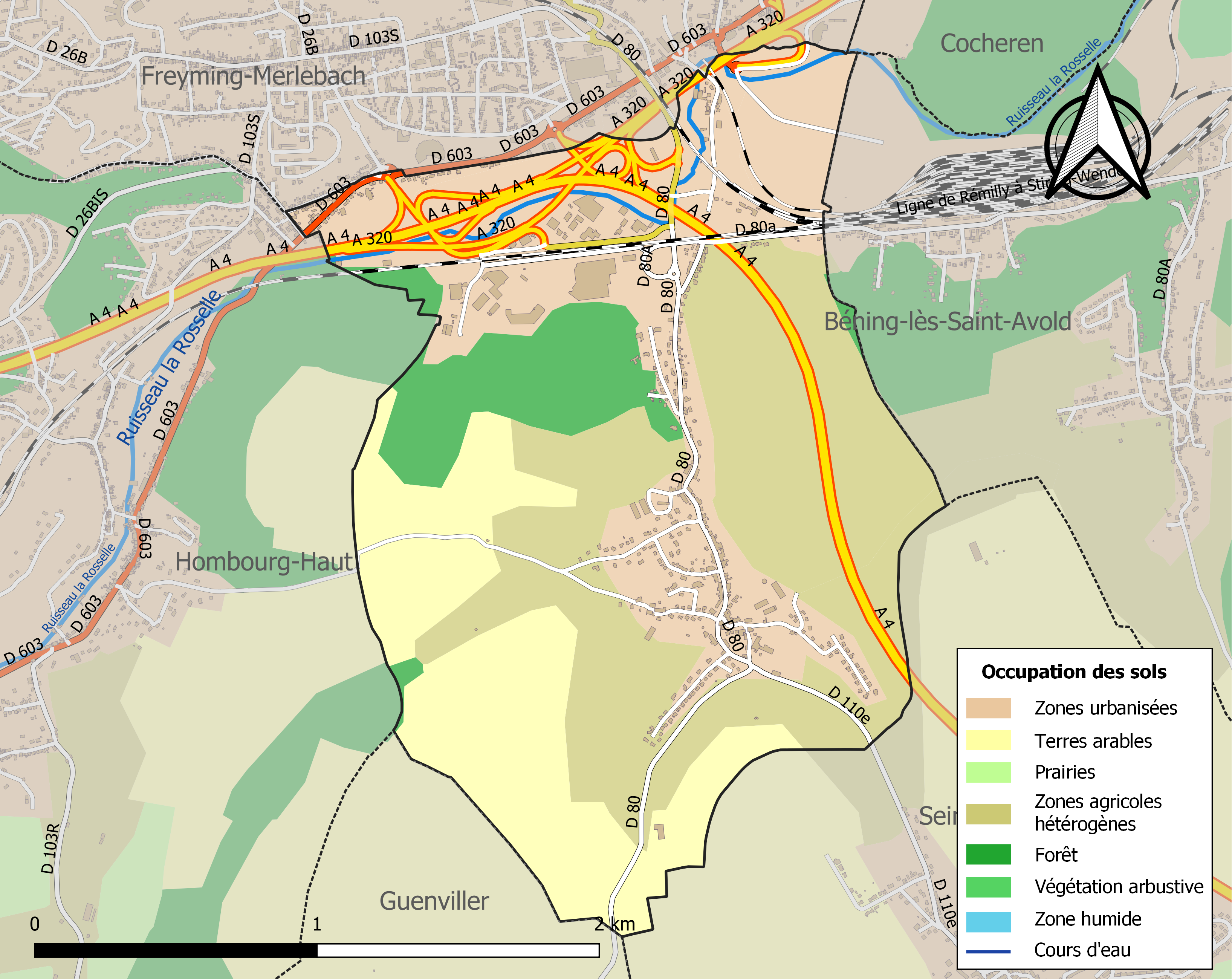
Carte des infrastructures et de l'occupation des sols de la commune en 2018 (CLC).

## Toponymie
- Sens du toponyme : le « domaine de Betto », du nom d'un personnage germanique[18].
- Anciens noms[19] : Bettinga (1278), Betting by Homburg (XVe siècle), Bettinghen (1455), Bettingen (1606), Betting (1793 et 1801), Bettingen (1871-1918 et 1940-1944). Betting porta ensuite le nom de Betting-lès-Saint-Avold jusqu'au 12 septembre 2005[20].
- En francique lorrain : Bettinge.
- Le nom de famille Bettinger désignait autrefois les habitants du village et des localités homonymes en Moselle.

## Histoire
- Autrefois, Betting dépendait de l'ancienne province des Trois-Évêchés et du bailliage de Vic[19].
- Au XVIIIe siècle, la seigneurie a appartenu aux familles de Vaulx d'Achy et des Guiots[21].
- Réunie à Béning par décret du 23 janvier 1810, Betting a de nouveau été érigée en commune par ordonnance du 12 janvier 1833[19].

## Politique et administration
| Période                                                   | Période   | Identité        | Étiquette | Qualité |
| --------------------------------------------------------- | --------- | --------------- | --------- | ------- |
| Les données manquantes sont à compléter. 1657 HANS pollus |           |                 |           |         |
| novembre 1834                                             |           | Pierre Schmitt  |           |         |
| mars 1989                                                 | mars 2008 | Lucien Demmerlé |           |         |
| mars 2008                                                 | En cours  | Roland Rausch   |           |         |

1657                                          Gilles  Paullus

## Population et société

### Démographie
L'évolution du nombre d'habitants est connue à travers les recensements de la population effectués dans la commune depuis 1793. Pour les communes de moins de 10 000 habitants, une enquête de recensement portant sur toute la population est réalisée tous les cinq ans, les populations de référence des années intermédiaires étant quant à elles estimées par interpolation ou extrapolation. Pour la commune, le premier recensement exhaustif entrant dans le cadre du nouveau dispositif a été réalisé en 2007.

En 2022, la commune comptait 860 habitants, en évolution de −0,23 % par rapport à 2016 (Moselle : +0,52 %, France hors Mayotte : +2,11 %).
| 1793 | 1800 | 1806 | 1836 | 1841 | 1861 | 1866 | 1871 | 1875 |
| ---- | ---- | ---- | ---- | ---- | ---- | ---- | ---- | ---- |
| 238  | 284  | 328  | 400  | 378  | 366  | 352  | 338  | 339  |

| 1880 | 1885 | 1890 | 1895 | 1900 | 1905 | 1910 | 1921 | 1926 |
| ---- | ---- | ---- | ---- | ---- | ---- | ---- | ---- | ---- |
| 307  | 304  | 289  | 285  | 290  | 300  | 343  | 335  | 408  |

| 1931 | 1936 | 1946 | 1954 | 1962 | 1968 | 1975 | 1982 | 1990 |
| ---- | ---- | ---- | ---- | ---- | ---- | ---- | ---- | ---- |
| 408  | 429  | 457  | 722  | 771  | 729  | 791  | 758  | 808  |

| 1999 | 2006 | 2007 | 2012 | 2017 | 2022 | - | - | - |
| ---- | ---- | ---- | ---- | ---- | ---- | - | - | - |
| 902  | 890  | 889  | 847  | 882  | 860  | - | - | - |

### Sports
- Création du club de l'AS Betting en juin 2010[26].

## Économie
Au nord du village se trouve une petite zone artisanale.

## Culture locale et patrimoine

### Lieux et monuments

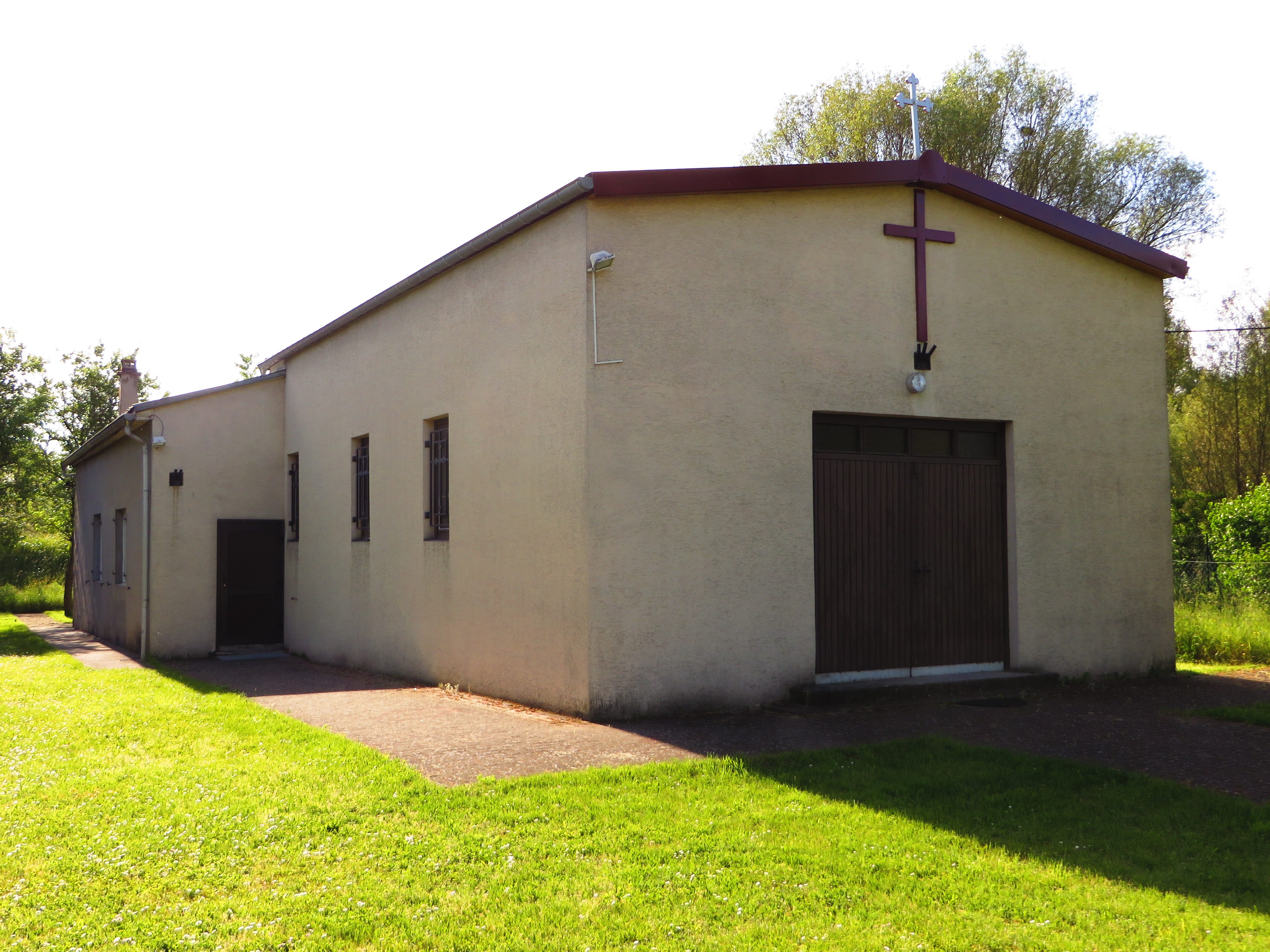
Chapelle orthodoxe Saint-Pierre-Lazare.

- Vestiges gallo-romains (très grande villa).
- Église Saint-Barthélemy, reconstruite en 1875 à l'emplacement d'un édifice de 1757 agrandi en 1845. Avait remplacé une église du XIIIe siècle, transformée au XVe siècle.
- Chapelle orthodoxe Saint-Pierre-Lazare.

## Pour approfondir